# Слон против коня
Слон против коня — окончание, в котором у сторон по лёгкой фигуре разных наименований (слон или конь). Основными факторами при оценке таких окончаний являются: наличие или возможность образования отдалённой проходной пешки, слабости в пешечном расположении сторон, степень активности фигур. При  
наличии проходных пешек у обеих сторон (при пешках, расположенных на разных флангах, в открытых, динамических позициях) слон обычно оказывается сильнее коня. Показательна партия по переписке Ливерпуль — Глазго (1843).
|   | a | b | c | d | e | f | g | h |   |
| - | --- | --- | --- | --- | --- | --- | --- | --- | - |
| 8 | c7 чёрный конь · f6 чёрный король · h6 чёрная пешка · a5 белая пешка · c5 чёрная пешка · h5 белая пешка · e4 белый король · g4 белый слон | c7 чёрный конь · f6 чёрный король · h6 чёрная пешка · a5 белая пешка · c5 чёрная пешка · h5 белая пешка · e4 белый король · g4 белый слон | c7 чёрный конь · f6 чёрный король · h6 чёрная пешка · a5 белая пешка · c5 чёрная пешка · h5 белая пешка · e4 белый король · g4 белый слон | c7 чёрный конь · f6 чёрный король · h6 чёрная пешка · a5 белая пешка · c5 чёрная пешка · h5 белая пешка · e4 белый король · g4 белый слон | c7 чёрный конь · f6 чёрный король · h6 чёрная пешка · a5 белая пешка · c5 чёрная пешка · h5 белая пешка · e4 белый король · g4 белый слон | c7 чёрный конь · f6 чёрный король · h6 чёрная пешка · a5 белая пешка · c5 чёрная пешка · h5 белая пешка · e4 белый король · g4 белый слон | c7 чёрный конь · f6 чёрный король · h6 чёрная пешка · a5 белая пешка · c5 чёрная пешка · h5 белая пешка · e4 белый король · g4 белый слон | c7 чёрный конь · f6 чёрный король · h6 чёрная пешка · a5 белая пешка · c5 чёрная пешка · h5 белая пешка · e4 белый король · g4 белый слон | 8 |
| 7 | c7 чёрный конь · f6 чёрный король · h6 чёрная пешка · a5 белая пешка · c5 чёрная пешка · h5 белая пешка · e4 белый король · g4 белый слон | c7 чёрный конь · f6 чёрный король · h6 чёрная пешка · a5 белая пешка · c5 чёрная пешка · h5 белая пешка · e4 белый король · g4 белый слон | c7 чёрный конь · f6 чёрный король · h6 чёрная пешка · a5 белая пешка · c5 чёрная пешка · h5 белая пешка · e4 белый король · g4 белый слон | c7 чёрный конь · f6 чёрный король · h6 чёрная пешка · a5 белая пешка · c5 чёрная пешка · h5 белая пешка · e4 белый король · g4 белый слон | c7 чёрный конь · f6 чёрный король · h6 чёрная пешка · a5 белая пешка · c5 чёрная пешка · h5 белая пешка · e4 белый король · g4 белый слон | c7 чёрный конь · f6 чёрный король · h6 чёрная пешка · a5 белая пешка · c5 чёрная пешка · h5 белая пешка · e4 белый король · g4 белый слон | c7 чёрный конь · f6 чёрный король · h6 чёрная пешка · a5 белая пешка · c5 чёрная пешка · h5 белая пешка · e4 белый король · g4 белый слон | c7 чёрный конь · f6 чёрный король · h6 чёрная пешка · a5 белая пешка · c5 чёрная пешка · h5 белая пешка · e4 белый король · g4 белый слон | 7 |
| 6 | c7 чёрный конь · f6 чёрный король · h6 чёрная пешка · a5 белая пешка · c5 чёрная пешка · h5 белая пешка · e4 белый король · g4 белый слон | c7 чёрный конь · f6 чёрный король · h6 чёрная пешка · a5 белая пешка · c5 чёрная пешка · h5 белая пешка · e4 белый король · g4 белый слон | c7 чёрный конь · f6 чёрный король · h6 чёрная пешка · a5 белая пешка · c5 чёрная пешка · h5 белая пешка · e4 белый король · g4 белый слон | c7 чёрный конь · f6 чёрный король · h6 чёрная пешка · a5 белая пешка · c5 чёрная пешка · h5 белая пешка · e4 белый король · g4 белый слон | c7 чёрный конь · f6 чёрный король · h6 чёрная пешка · a5 белая пешка · c5 чёрная пешка · h5 белая пешка · e4 белый король · g4 белый слон | c7 чёрный конь · f6 чёрный король · h6 чёрная пешка · a5 белая пешка · c5 чёрная пешка · h5 белая пешка · e4 белый король · g4 белый слон | c7 чёрный конь · f6 чёрный король · h6 чёрная пешка · a5 белая пешка · c5 чёрная пешка · h5 белая пешка · e4 белый король · g4 белый слон | c7 чёрный конь · f6 чёрный король · h6 чёрная пешка · a5 белая пешка · c5 чёрная пешка · h5 белая пешка · e4 белый король · g4 белый слон | 6 |
| 5 | c7 чёрный конь · f6 чёрный король · h6 чёрная пешка · a5 белая пешка · c5 чёрная пешка · h5 белая пешка · e4 белый король · g4 белый слон | c7 чёрный конь · f6 чёрный король · h6 чёрная пешка · a5 белая пешка · c5 чёрная пешка · h5 белая пешка · e4 белый король · g4 белый слон | c7 чёрный конь · f6 чёрный король · h6 чёрная пешка · a5 белая пешка · c5 чёрная пешка · h5 белая пешка · e4 белый король · g4 белый слон | c7 чёрный конь · f6 чёрный король · h6 чёрная пешка · a5 белая пешка · c5 чёрная пешка · h5 белая пешка · e4 белый король · g4 белый слон | c7 чёрный конь · f6 чёрный король · h6 чёрная пешка · a5 белая пешка · c5 чёрная пешка · h5 белая пешка · e4 белый король · g4 белый слон | c7 чёрный конь · f6 чёрный король · h6 чёрная пешка · a5 белая пешка · c5 чёрная пешка · h5 белая пешка · e4 белый король · g4 белый слон | c7 чёрный конь · f6 чёрный король · h6 чёрная пешка · a5 белая пешка · c5 чёрная пешка · h5 белая пешка · e4 белый король · g4 белый слон | c7 чёрный конь · f6 чёрный король · h6 чёрная пешка · a5 белая пешка · c5 чёрная пешка · h5 белая пешка · e4 белый король · g4 белый слон | 5 |
| 4 | c7 чёрный конь · f6 чёрный король · h6 чёрная пешка · a5 белая пешка · c5 чёрная пешка · h5 белая пешка · e4 белый король · g4 белый слон | c7 чёрный конь · f6 чёрный король · h6 чёрная пешка · a5 белая пешка · c5 чёрная пешка · h5 белая пешка · e4 белый король · g4 белый слон | c7 чёрный конь · f6 чёрный король · h6 чёрная пешка · a5 белая пешка · c5 чёрная пешка · h5 белая пешка · e4 белый король · g4 белый слон | c7 чёрный конь · f6 чёрный король · h6 чёрная пешка · a5 белая пешка · c5 чёрная пешка · h5 белая пешка · e4 белый король · g4 белый слон | c7 чёрный конь · f6 чёрный король · h6 чёрная пешка · a5 белая пешка · c5 чёрная пешка · h5 белая пешка · e4 белый король · g4 белый слон | c7 чёрный конь · f6 чёрный король · h6 чёрная пешка · a5 белая пешка · c5 чёрная пешка · h5 белая пешка · e4 белый король · g4 белый слон | c7 чёрный конь · f6 чёрный король · h6 чёрная пешка · a5 белая пешка · c5 чёрная пешка · h5 белая пешка · e4 белый король · g4 белый слон | c7 чёрный конь · f6 чёрный король · h6 чёрная пешка · a5 белая пешка · c5 чёрная пешка · h5 белая пешка · e4 белый король · g4 белый слон | 4 |
| 3 | c7 чёрный конь · f6 чёрный король · h6 чёрная пешка · a5 белая пешка · c5 чёрная пешка · h5 белая пешка · e4 белый король · g4 белый слон | c7 чёрный конь · f6 чёрный король · h6 чёрная пешка · a5 белая пешка · c5 чёрная пешка · h5 белая пешка · e4 белый король · g4 белый слон | c7 чёрный конь · f6 чёрный король · h6 чёрная пешка · a5 белая пешка · c5 чёрная пешка · h5 белая пешка · e4 белый король · g4 белый слон | c7 чёрный конь · f6 чёрный король · h6 чёрная пешка · a5 белая пешка · c5 чёрная пешка · h5 белая пешка · e4 белый король · g4 белый слон | c7 чёрный конь · f6 чёрный король · h6 чёрная пешка · a5 белая пешка · c5 чёрная пешка · h5 белая пешка · e4 белый король · g4 белый слон | c7 чёрный конь · f6 чёрный король · h6 чёрная пешка · a5 белая пешка · c5 чёрная пешка · h5 белая пешка · e4 белый король · g4 белый слон | c7 чёрный конь · f6 чёрный король · h6 чёрная пешка · a5 белая пешка · c5 чёрная пешка · h5 белая пешка · e4 белый король · g4 белый слон | c7 чёрный конь · f6 чёрный король · h6 чёрная пешка · a5 белая пешка · c5 чёрная пешка · h5 белая пешка · e4 белый король · g4 белый слон | 3 |
| 2 | c7 чёрный конь · f6 чёрный король · h6 чёрная пешка · a5 белая пешка · c5 чёрная пешка · h5 белая пешка · e4 белый король · g4 белый слон | c7 чёрный конь · f6 чёрный король · h6 чёрная пешка · a5 белая пешка · c5 чёрная пешка · h5 белая пешка · e4 белый король · g4 белый слон | c7 чёрный конь · f6 чёрный король · h6 чёрная пешка · a5 белая пешка · c5 чёрная пешка · h5 белая пешка · e4 белый король · g4 белый слон | c7 чёрный конь · f6 чёрный король · h6 чёрная пешка · a5 белая пешка · c5 чёрная пешка · h5 белая пешка · e4 белый король · g4 белый слон | c7 чёрный конь · f6 чёрный король · h6 чёрная пешка · a5 белая пешка · c5 чёрная пешка · h5 белая пешка · e4 белый король · g4 белый слон | c7 чёрный конь · f6 чёрный король · h6 чёрная пешка · a5 белая пешка · c5 чёрная пешка · h5 белая пешка · e4 белый король · g4 белый слон | c7 чёрный конь · f6 чёрный король · h6 чёрная пешка · a5 белая пешка · c5 чёрная пешка · h5 белая пешка · e4 белый король · g4 белый слон | c7 чёрный конь · f6 чёрный король · h6 чёрная пешка · a5 белая пешка · c5 чёрная пешка · h5 белая пешка · e4 белый король · g4 белый слон | 2 |
| 1 | c7 чёрный конь · f6 чёрный король · h6 чёрная пешка · a5 белая пешка · c5 чёрная пешка · h5 белая пешка · e4 белый король · g4 белый слон | c7 чёрный конь · f6 чёрный король · h6 чёрная пешка · a5 белая пешка · c5 чёрная пешка · h5 белая пешка · e4 белый король · g4 белый слон | c7 чёрный конь · f6 чёрный король · h6 чёрная пешка · a5 белая пешка · c5 чёрная пешка · h5 белая пешка · e4 белый король · g4 белый слон | c7 чёрный конь · f6 чёрный король · h6 чёрная пешка · a5 белая пешка · c5 чёрная пешка · h5 белая пешка · e4 белый король · g4 белый слон | c7 чёрный конь · f6 чёрный король · h6 чёрная пешка · a5 белая пешка · c5 чёрная пешка · h5 белая пешка · e4 белый король · g4 белый слон | c7 чёрный конь · f6 чёрный король · h6 чёрная пешка · a5 белая пешка · c5 чёрная пешка · h5 белая пешка · e4 белый король · g4 белый слон | c7 чёрный конь · f6 чёрный король · h6 чёрная пешка · a5 белая пешка · c5 чёрная пешка · h5 белая пешка · e4 белый король · g4 белый слон | c7 чёрный конь · f6 чёрный король · h6 чёрная пешка · a5 белая пешка · c5 чёрная пешка · h5 белая пешка · e4 белый король · g4 белый слон | 1 |
|   | a | b | c | d | e | f | g | h |   |

Белые легко демонстрируют превосходство слона над конём: 1.Се2 Кре6 2.Сс4+ Kpd6 3.Kpf5 Kd5 4.Kpg6 Ке3 5.Ce2 c4 6.Kp:h6 c3 7.Cd3 Kg4+ (если 7. ... c2, то 8.С:с2 К:c2 9.Kpg6 Kd4 10.Kpf6! Ке6 11.а6 и выигрыш) 8.Kpg5 Ke5 9.Сс2 Кс4 10.а6, 1 : 0.
|   | a | b | c | d | e | f | g | h |   |
| - | --- | --- | --- | --- | --- | --- | --- | --- | - |
| 8 | a7 чёрная пешка · d7 чёрный король · g7 чёрная пешка · b6 чёрный конь · e6 чёрная пешка · h6 чёрная пешка · b4 белая пешка · e4 белый слон · a3 белая пешка · c3 белая ладья · e3 белый король · a2 чёрная ладья · f2 белая пешка · g2 белая пешка · h2 белая пешка | a7 чёрная пешка · d7 чёрный король · g7 чёрная пешка · b6 чёрный конь · e6 чёрная пешка · h6 чёрная пешка · b4 белая пешка · e4 белый слон · a3 белая пешка · c3 белая ладья · e3 белый король · a2 чёрная ладья · f2 белая пешка · g2 белая пешка · h2 белая пешка | a7 чёрная пешка · d7 чёрный король · g7 чёрная пешка · b6 чёрный конь · e6 чёрная пешка · h6 чёрная пешка · b4 белая пешка · e4 белый слон · a3 белая пешка · c3 белая ладья · e3 белый король · a2 чёрная ладья · f2 белая пешка · g2 белая пешка · h2 белая пешка | a7 чёрная пешка · d7 чёрный король · g7 чёрная пешка · b6 чёрный конь · e6 чёрная пешка · h6 чёрная пешка · b4 белая пешка · e4 белый слон · a3 белая пешка · c3 белая ладья · e3 белый король · a2 чёрная ладья · f2 белая пешка · g2 белая пешка · h2 белая пешка | a7 чёрная пешка · d7 чёрный король · g7 чёрная пешка · b6 чёрный конь · e6 чёрная пешка · h6 чёрная пешка · b4 белая пешка · e4 белый слон · a3 белая пешка · c3 белая ладья · e3 белый король · a2 чёрная ладья · f2 белая пешка · g2 белая пешка · h2 белая пешка | a7 чёрная пешка · d7 чёрный король · g7 чёрная пешка · b6 чёрный конь · e6 чёрная пешка · h6 чёрная пешка · b4 белая пешка · e4 белый слон · a3 белая пешка · c3 белая ладья · e3 белый король · a2 чёрная ладья · f2 белая пешка · g2 белая пешка · h2 белая пешка | a7 чёрная пешка · d7 чёрный король · g7 чёрная пешка · b6 чёрный конь · e6 чёрная пешка · h6 чёрная пешка · b4 белая пешка · e4 белый слон · a3 белая пешка · c3 белая ладья · e3 белый король · a2 чёрная ладья · f2 белая пешка · g2 белая пешка · h2 белая пешка | a7 чёрная пешка · d7 чёрный король · g7 чёрная пешка · b6 чёрный конь · e6 чёрная пешка · h6 чёрная пешка · b4 белая пешка · e4 белый слон · a3 белая пешка · c3 белая ладья · e3 белый король · a2 чёрная ладья · f2 белая пешка · g2 белая пешка · h2 белая пешка | 8 |
| 7 | a7 чёрная пешка · d7 чёрный король · g7 чёрная пешка · b6 чёрный конь · e6 чёрная пешка · h6 чёрная пешка · b4 белая пешка · e4 белый слон · a3 белая пешка · c3 белая ладья · e3 белый король · a2 чёрная ладья · f2 белая пешка · g2 белая пешка · h2 белая пешка | a7 чёрная пешка · d7 чёрный король · g7 чёрная пешка · b6 чёрный конь · e6 чёрная пешка · h6 чёрная пешка · b4 белая пешка · e4 белый слон · a3 белая пешка · c3 белая ладья · e3 белый король · a2 чёрная ладья · f2 белая пешка · g2 белая пешка · h2 белая пешка | a7 чёрная пешка · d7 чёрный король · g7 чёрная пешка · b6 чёрный конь · e6 чёрная пешка · h6 чёрная пешка · b4 белая пешка · e4 белый слон · a3 белая пешка · c3 белая ладья · e3 белый король · a2 чёрная ладья · f2 белая пешка · g2 белая пешка · h2 белая пешка | a7 чёрная пешка · d7 чёрный король · g7 чёрная пешка · b6 чёрный конь · e6 чёрная пешка · h6 чёрная пешка · b4 белая пешка · e4 белый слон · a3 белая пешка · c3 белая ладья · e3 белый король · a2 чёрная ладья · f2 белая пешка · g2 белая пешка · h2 белая пешка | a7 чёрная пешка · d7 чёрный король · g7 чёрная пешка · b6 чёрный конь · e6 чёрная пешка · h6 чёрная пешка · b4 белая пешка · e4 белый слон · a3 белая пешка · c3 белая ладья · e3 белый король · a2 чёрная ладья · f2 белая пешка · g2 белая пешка · h2 белая пешка | a7 чёрная пешка · d7 чёрный король · g7 чёрная пешка · b6 чёрный конь · e6 чёрная пешка · h6 чёрная пешка · b4 белая пешка · e4 белый слон · a3 белая пешка · c3 белая ладья · e3 белый король · a2 чёрная ладья · f2 белая пешка · g2 белая пешка · h2 белая пешка | a7 чёрная пешка · d7 чёрный король · g7 чёрная пешка · b6 чёрный конь · e6 чёрная пешка · h6 чёрная пешка · b4 белая пешка · e4 белый слон · a3 белая пешка · c3 белая ладья · e3 белый король · a2 чёрная ладья · f2 белая пешка · g2 белая пешка · h2 белая пешка | a7 чёрная пешка · d7 чёрный король · g7 чёрная пешка · b6 чёрный конь · e6 чёрная пешка · h6 чёрная пешка · b4 белая пешка · e4 белый слон · a3 белая пешка · c3 белая ладья · e3 белый король · a2 чёрная ладья · f2 белая пешка · g2 белая пешка · h2 белая пешка | 7 |
| 6 | a7 чёрная пешка · d7 чёрный король · g7 чёрная пешка · b6 чёрный конь · e6 чёрная пешка · h6 чёрная пешка · b4 белая пешка · e4 белый слон · a3 белая пешка · c3 белая ладья · e3 белый король · a2 чёрная ладья · f2 белая пешка · g2 белая пешка · h2 белая пешка | a7 чёрная пешка · d7 чёрный король · g7 чёрная пешка · b6 чёрный конь · e6 чёрная пешка · h6 чёрная пешка · b4 белая пешка · e4 белый слон · a3 белая пешка · c3 белая ладья · e3 белый король · a2 чёрная ладья · f2 белая пешка · g2 белая пешка · h2 белая пешка | a7 чёрная пешка · d7 чёрный король · g7 чёрная пешка · b6 чёрный конь · e6 чёрная пешка · h6 чёрная пешка · b4 белая пешка · e4 белый слон · a3 белая пешка · c3 белая ладья · e3 белый король · a2 чёрная ладья · f2 белая пешка · g2 белая пешка · h2 белая пешка | a7 чёрная пешка · d7 чёрный король · g7 чёрная пешка · b6 чёрный конь · e6 чёрная пешка · h6 чёрная пешка · b4 белая пешка · e4 белый слон · a3 белая пешка · c3 белая ладья · e3 белый король · a2 чёрная ладья · f2 белая пешка · g2 белая пешка · h2 белая пешка | a7 чёрная пешка · d7 чёрный король · g7 чёрная пешка · b6 чёрный конь · e6 чёрная пешка · h6 чёрная пешка · b4 белая пешка · e4 белый слон · a3 белая пешка · c3 белая ладья · e3 белый король · a2 чёрная ладья · f2 белая пешка · g2 белая пешка · h2 белая пешка | a7 чёрная пешка · d7 чёрный король · g7 чёрная пешка · b6 чёрный конь · e6 чёрная пешка · h6 чёрная пешка · b4 белая пешка · e4 белый слон · a3 белая пешка · c3 белая ладья · e3 белый король · a2 чёрная ладья · f2 белая пешка · g2 белая пешка · h2 белая пешка | a7 чёрная пешка · d7 чёрный король · g7 чёрная пешка · b6 чёрный конь · e6 чёрная пешка · h6 чёрная пешка · b4 белая пешка · e4 белый слон · a3 белая пешка · c3 белая ладья · e3 белый король · a2 чёрная ладья · f2 белая пешка · g2 белая пешка · h2 белая пешка | a7 чёрная пешка · d7 чёрный король · g7 чёрная пешка · b6 чёрный конь · e6 чёрная пешка · h6 чёрная пешка · b4 белая пешка · e4 белый слон · a3 белая пешка · c3 белая ладья · e3 белый король · a2 чёрная ладья · f2 белая пешка · g2 белая пешка · h2 белая пешка | 6 |
| 5 | a7 чёрная пешка · d7 чёрный король · g7 чёрная пешка · b6 чёрный конь · e6 чёрная пешка · h6 чёрная пешка · b4 белая пешка · e4 белый слон · a3 белая пешка · c3 белая ладья · e3 белый король · a2 чёрная ладья · f2 белая пешка · g2 белая пешка · h2 белая пешка | a7 чёрная пешка · d7 чёрный король · g7 чёрная пешка · b6 чёрный конь · e6 чёрная пешка · h6 чёрная пешка · b4 белая пешка · e4 белый слон · a3 белая пешка · c3 белая ладья · e3 белый король · a2 чёрная ладья · f2 белая пешка · g2 белая пешка · h2 белая пешка | a7 чёрная пешка · d7 чёрный король · g7 чёрная пешка · b6 чёрный конь · e6 чёрная пешка · h6 чёрная пешка · b4 белая пешка · e4 белый слон · a3 белая пешка · c3 белая ладья · e3 белый король · a2 чёрная ладья · f2 белая пешка · g2 белая пешка · h2 белая пешка | a7 чёрная пешка · d7 чёрный король · g7 чёрная пешка · b6 чёрный конь · e6 чёрная пешка · h6 чёрная пешка · b4 белая пешка · e4 белый слон · a3 белая пешка · c3 белая ладья · e3 белый король · a2 чёрная ладья · f2 белая пешка · g2 белая пешка · h2 белая пешка | a7 чёрная пешка · d7 чёрный король · g7 чёрная пешка · b6 чёрный конь · e6 чёрная пешка · h6 чёрная пешка · b4 белая пешка · e4 белый слон · a3 белая пешка · c3 белая ладья · e3 белый король · a2 чёрная ладья · f2 белая пешка · g2 белая пешка · h2 белая пешка | a7 чёрная пешка · d7 чёрный король · g7 чёрная пешка · b6 чёрный конь · e6 чёрная пешка · h6 чёрная пешка · b4 белая пешка · e4 белый слон · a3 белая пешка · c3 белая ладья · e3 белый король · a2 чёрная ладья · f2 белая пешка · g2 белая пешка · h2 белая пешка | a7 чёрная пешка · d7 чёрный король · g7 чёрная пешка · b6 чёрный конь · e6 чёрная пешка · h6 чёрная пешка · b4 белая пешка · e4 белый слон · a3 белая пешка · c3 белая ладья · e3 белый король · a2 чёрная ладья · f2 белая пешка · g2 белая пешка · h2 белая пешка | a7 чёрная пешка · d7 чёрный король · g7 чёрная пешка · b6 чёрный конь · e6 чёрная пешка · h6 чёрная пешка · b4 белая пешка · e4 белый слон · a3 белая пешка · c3 белая ладья · e3 белый король · a2 чёрная ладья · f2 белая пешка · g2 белая пешка · h2 белая пешка | 5 |
| 4 | a7 чёрная пешка · d7 чёрный король · g7 чёрная пешка · b6 чёрный конь · e6 чёрная пешка · h6 чёрная пешка · b4 белая пешка · e4 белый слон · a3 белая пешка · c3 белая ладья · e3 белый король · a2 чёрная ладья · f2 белая пешка · g2 белая пешка · h2 белая пешка | a7 чёрная пешка · d7 чёрный король · g7 чёрная пешка · b6 чёрный конь · e6 чёрная пешка · h6 чёрная пешка · b4 белая пешка · e4 белый слон · a3 белая пешка · c3 белая ладья · e3 белый король · a2 чёрная ладья · f2 белая пешка · g2 белая пешка · h2 белая пешка | a7 чёрная пешка · d7 чёрный король · g7 чёрная пешка · b6 чёрный конь · e6 чёрная пешка · h6 чёрная пешка · b4 белая пешка · e4 белый слон · a3 белая пешка · c3 белая ладья · e3 белый король · a2 чёрная ладья · f2 белая пешка · g2 белая пешка · h2 белая пешка | a7 чёрная пешка · d7 чёрный король · g7 чёрная пешка · b6 чёрный конь · e6 чёрная пешка · h6 чёрная пешка · b4 белая пешка · e4 белый слон · a3 белая пешка · c3 белая ладья · e3 белый король · a2 чёрная ладья · f2 белая пешка · g2 белая пешка · h2 белая пешка | a7 чёрная пешка · d7 чёрный король · g7 чёрная пешка · b6 чёрный конь · e6 чёрная пешка · h6 чёрная пешка · b4 белая пешка · e4 белый слон · a3 белая пешка · c3 белая ладья · e3 белый король · a2 чёрная ладья · f2 белая пешка · g2 белая пешка · h2 белая пешка | a7 чёрная пешка · d7 чёрный король · g7 чёрная пешка · b6 чёрный конь · e6 чёрная пешка · h6 чёрная пешка · b4 белая пешка · e4 белый слон · a3 белая пешка · c3 белая ладья · e3 белый король · a2 чёрная ладья · f2 белая пешка · g2 белая пешка · h2 белая пешка | a7 чёрная пешка · d7 чёрный король · g7 чёрная пешка · b6 чёрный конь · e6 чёрная пешка · h6 чёрная пешка · b4 белая пешка · e4 белый слон · a3 белая пешка · c3 белая ладья · e3 белый король · a2 чёрная ладья · f2 белая пешка · g2 белая пешка · h2 белая пешка | a7 чёрная пешка · d7 чёрный король · g7 чёрная пешка · b6 чёрный конь · e6 чёрная пешка · h6 чёрная пешка · b4 белая пешка · e4 белый слон · a3 белая пешка · c3 белая ладья · e3 белый король · a2 чёрная ладья · f2 белая пешка · g2 белая пешка · h2 белая пешка | 4 |
| 3 | a7 чёрная пешка · d7 чёрный король · g7 чёрная пешка · b6 чёрный конь · e6 чёрная пешка · h6 чёрная пешка · b4 белая пешка · e4 белый слон · a3 белая пешка · c3 белая ладья · e3 белый король · a2 чёрная ладья · f2 белая пешка · g2 белая пешка · h2 белая пешка | a7 чёрная пешка · d7 чёрный король · g7 чёрная пешка · b6 чёрный конь · e6 чёрная пешка · h6 чёрная пешка · b4 белая пешка · e4 белый слон · a3 белая пешка · c3 белая ладья · e3 белый король · a2 чёрная ладья · f2 белая пешка · g2 белая пешка · h2 белая пешка | a7 чёрная пешка · d7 чёрный король · g7 чёрная пешка · b6 чёрный конь · e6 чёрная пешка · h6 чёрная пешка · b4 белая пешка · e4 белый слон · a3 белая пешка · c3 белая ладья · e3 белый король · a2 чёрная ладья · f2 белая пешка · g2 белая пешка · h2 белая пешка | a7 чёрная пешка · d7 чёрный король · g7 чёрная пешка · b6 чёрный конь · e6 чёрная пешка · h6 чёрная пешка · b4 белая пешка · e4 белый слон · a3 белая пешка · c3 белая ладья · e3 белый король · a2 чёрная ладья · f2 белая пешка · g2 белая пешка · h2 белая пешка | a7 чёрная пешка · d7 чёрный король · g7 чёрная пешка · b6 чёрный конь · e6 чёрная пешка · h6 чёрная пешка · b4 белая пешка · e4 белый слон · a3 белая пешка · c3 белая ладья · e3 белый король · a2 чёрная ладья · f2 белая пешка · g2 белая пешка · h2 белая пешка | a7 чёрная пешка · d7 чёрный король · g7 чёрная пешка · b6 чёрный конь · e6 чёрная пешка · h6 чёрная пешка · b4 белая пешка · e4 белый слон · a3 белая пешка · c3 белая ладья · e3 белый король · a2 чёрная ладья · f2 белая пешка · g2 белая пешка · h2 белая пешка | a7 чёрная пешка · d7 чёрный король · g7 чёрная пешка · b6 чёрный конь · e6 чёрная пешка · h6 чёрная пешка · b4 белая пешка · e4 белый слон · a3 белая пешка · c3 белая ладья · e3 белый король · a2 чёрная ладья · f2 белая пешка · g2 белая пешка · h2 белая пешка | a7 чёрная пешка · d7 чёрный король · g7 чёрная пешка · b6 чёрный конь · e6 чёрная пешка · h6 чёрная пешка · b4 белая пешка · e4 белый слон · a3 белая пешка · c3 белая ладья · e3 белый король · a2 чёрная ладья · f2 белая пешка · g2 белая пешка · h2 белая пешка | 3 |
| 2 | a7 чёрная пешка · d7 чёрный король · g7 чёрная пешка · b6 чёрный конь · e6 чёрная пешка · h6 чёрная пешка · b4 белая пешка · e4 белый слон · a3 белая пешка · c3 белая ладья · e3 белый король · a2 чёрная ладья · f2 белая пешка · g2 белая пешка · h2 белая пешка | a7 чёрная пешка · d7 чёрный король · g7 чёрная пешка · b6 чёрный конь · e6 чёрная пешка · h6 чёрная пешка · b4 белая пешка · e4 белый слон · a3 белая пешка · c3 белая ладья · e3 белый король · a2 чёрная ладья · f2 белая пешка · g2 белая пешка · h2 белая пешка | a7 чёрная пешка · d7 чёрный король · g7 чёрная пешка · b6 чёрный конь · e6 чёрная пешка · h6 чёрная пешка · b4 белая пешка · e4 белый слон · a3 белая пешка · c3 белая ладья · e3 белый король · a2 чёрная ладья · f2 белая пешка · g2 белая пешка · h2 белая пешка | a7 чёрная пешка · d7 чёрный король · g7 чёрная пешка · b6 чёрный конь · e6 чёрная пешка · h6 чёрная пешка · b4 белая пешка · e4 белый слон · a3 белая пешка · c3 белая ладья · e3 белый король · a2 чёрная ладья · f2 белая пешка · g2 белая пешка · h2 белая пешка | a7 чёрная пешка · d7 чёрный король · g7 чёрная пешка · b6 чёрный конь · e6 чёрная пешка · h6 чёрная пешка · b4 белая пешка · e4 белый слон · a3 белая пешка · c3 белая ладья · e3 белый король · a2 чёрная ладья · f2 белая пешка · g2 белая пешка · h2 белая пешка | a7 чёрная пешка · d7 чёрный король · g7 чёрная пешка · b6 чёрный конь · e6 чёрная пешка · h6 чёрная пешка · b4 белая пешка · e4 белый слон · a3 белая пешка · c3 белая ладья · e3 белый король · a2 чёрная ладья · f2 белая пешка · g2 белая пешка · h2 белая пешка | a7 чёрная пешка · d7 чёрный король · g7 чёрная пешка · b6 чёрный конь · e6 чёрная пешка · h6 чёрная пешка · b4 белая пешка · e4 белый слон · a3 белая пешка · c3 белая ладья · e3 белый король · a2 чёрная ладья · f2 белая пешка · g2 белая пешка · h2 белая пешка | a7 чёрная пешка · d7 чёрный король · g7 чёрная пешка · b6 чёрный конь · e6 чёрная пешка · h6 чёрная пешка · b4 белая пешка · e4 белый слон · a3 белая пешка · c3 белая ладья · e3 белый король · a2 чёрная ладья · f2 белая пешка · g2 белая пешка · h2 белая пешка | 2 |
| 1 | a7 чёрная пешка · d7 чёрный король · g7 чёрная пешка · b6 чёрный конь · e6 чёрная пешка · h6 чёрная пешка · b4 белая пешка · e4 белый слон · a3 белая пешка · c3 белая ладья · e3 белый король · a2 чёрная ладья · f2 белая пешка · g2 белая пешка · h2 белая пешка | a7 чёрная пешка · d7 чёрный король · g7 чёрная пешка · b6 чёрный конь · e6 чёрная пешка · h6 чёрная пешка · b4 белая пешка · e4 белый слон · a3 белая пешка · c3 белая ладья · e3 белый король · a2 чёрная ладья · f2 белая пешка · g2 белая пешка · h2 белая пешка | a7 чёрная пешка · d7 чёрный король · g7 чёрная пешка · b6 чёрный конь · e6 чёрная пешка · h6 чёрная пешка · b4 белая пешка · e4 белый слон · a3 белая пешка · c3 белая ладья · e3 белый король · a2 чёрная ладья · f2 белая пешка · g2 белая пешка · h2 белая пешка | a7 чёрная пешка · d7 чёрный король · g7 чёрная пешка · b6 чёрный конь · e6 чёрная пешка · h6 чёрная пешка · b4 белая пешка · e4 белый слон · a3 белая пешка · c3 белая ладья · e3 белый король · a2 чёрная ладья · f2 белая пешка · g2 белая пешка · h2 белая пешка | a7 чёрная пешка · d7 чёрный король · g7 чёрная пешка · b6 чёрный конь · e6 чёрная пешка · h6 чёрная пешка · b4 белая пешка · e4 белый слон · a3 белая пешка · c3 белая ладья · e3 белый король · a2 чёрная ладья · f2 белая пешка · g2 белая пешка · h2 белая пешка | a7 чёрная пешка · d7 чёрный король · g7 чёрная пешка · b6 чёрный конь · e6 чёрная пешка · h6 чёрная пешка · b4 белая пешка · e4 белый слон · a3 белая пешка · c3 белая ладья · e3 белый король · a2 чёрная ладья · f2 белая пешка · g2 белая пешка · h2 белая пешка | a7 чёрная пешка · d7 чёрный король · g7 чёрная пешка · b6 чёрный конь · e6 чёрная пешка · h6 чёрная пешка · b4 белая пешка · e4 белый слон · a3 белая пешка · c3 белая ладья · e3 белый король · a2 чёрная ладья · f2 белая пешка · g2 белая пешка · h2 белая пешка | a7 чёрная пешка · d7 чёрный король · g7 чёрная пешка · b6 чёрный конь · e6 чёрная пешка · h6 чёрная пешка · b4 белая пешка · e4 белый слон · a3 белая пешка · c3 белая ладья · e3 белый король · a2 чёрная ладья · f2 белая пешка · g2 белая пешка · h2 белая пешка | 1 |
|   | a | b | c | d | e | f | g | h |   |

Когда конь стоит на чёрном поле, он может пойти только на белые поля, и наоборот. Этим часто «пользуется» вражеский слон, который может поймать коня, особенно стоящего на краю доски. В данной позиции у белых лишняя пешка и все шансы на победу. Чёрные захотели сразу отыграть пешку, но это не лучшее решение. Лучше было сыграть 41…g5 или 41…Крd6. 41…Л:a3 42.Л:a3 Кc4+ 43.Крd4 К:a3 44.Крc5. Пешку-то чёрные отыграли, но их конь попал в «офсайд». Угрожает 45.b5 и 46.Крb4. 44…a6 45.Сd3 Крc7 46.f4 g5 47.fg hg 48.С:a6. У белых снова лишняя пешка, и она должна решить исход борьбы. 48…Кc2 49.b5 Кe3 50.b6+ Крb8 51.g3 Кg4 52.Крd6 К:h2 53.Кр:e6 g4 54.Крf5 Крa8 55.Крf4 Крb8 56.Сe2! Вторично в этой партии конь отрезается на краю доски, но теперь уже на противоположной стороне. 56…Крb7 57.Крe3. Выигрывало и 57.С:g4 Кf1 58.Сf3+ Кр:b6 59.g4 Крc7 60.g5, но путь, избранный белыми, чётче. Форсированно возникает выигранный пешечный эндшпиль. 57…Кр:b6 58.Крf2 Крc6 59.Крg2 Кf3 60.С:f3+ gf+ 61.Кр:f3 Крd5 62.Крf4. Чёрные сдались.
В позициях с фиксированной пешечной структурой, особенно с пешками, расположенными на полях цвета слона, конь, как правило, сильнее слона. Типична позиция из партии В. Смыслов — Деркач (Киев, 1937). Белые чётко используют перевес коня над слоном: 
|   | a | b | c | d | e | f | g | h |   |
| - | --- | --- | --- | --- | --- | --- | --- | --- | - |
| 8 | a7 чёрная пешка · g7 чёрная пешка · f6 чёрный король · a5 белая пешка · b5 чёрная пешка · d5 чёрная пешка · f5 чёрная пешка · h5 чёрная пешка · b4 белая пешка · c4 чёрный слон · d4 белая пешка · e4 чёрная пешка · f4 белый король · h4 белая пешка · c3 белый конь · e3 белая пешка · f3 белая пешка · g2 белая пешка | a7 чёрная пешка · g7 чёрная пешка · f6 чёрный король · a5 белая пешка · b5 чёрная пешка · d5 чёрная пешка · f5 чёрная пешка · h5 чёрная пешка · b4 белая пешка · c4 чёрный слон · d4 белая пешка · e4 чёрная пешка · f4 белый король · h4 белая пешка · c3 белый конь · e3 белая пешка · f3 белая пешка · g2 белая пешка | a7 чёрная пешка · g7 чёрная пешка · f6 чёрный король · a5 белая пешка · b5 чёрная пешка · d5 чёрная пешка · f5 чёрная пешка · h5 чёрная пешка · b4 белая пешка · c4 чёрный слон · d4 белая пешка · e4 чёрная пешка · f4 белый король · h4 белая пешка · c3 белый конь · e3 белая пешка · f3 белая пешка · g2 белая пешка | a7 чёрная пешка · g7 чёрная пешка · f6 чёрный король · a5 белая пешка · b5 чёрная пешка · d5 чёрная пешка · f5 чёрная пешка · h5 чёрная пешка · b4 белая пешка · c4 чёрный слон · d4 белая пешка · e4 чёрная пешка · f4 белый король · h4 белая пешка · c3 белый конь · e3 белая пешка · f3 белая пешка · g2 белая пешка | a7 чёрная пешка · g7 чёрная пешка · f6 чёрный король · a5 белая пешка · b5 чёрная пешка · d5 чёрная пешка · f5 чёрная пешка · h5 чёрная пешка · b4 белая пешка · c4 чёрный слон · d4 белая пешка · e4 чёрная пешка · f4 белый король · h4 белая пешка · c3 белый конь · e3 белая пешка · f3 белая пешка · g2 белая пешка | a7 чёрная пешка · g7 чёрная пешка · f6 чёрный король · a5 белая пешка · b5 чёрная пешка · d5 чёрная пешка · f5 чёрная пешка · h5 чёрная пешка · b4 белая пешка · c4 чёрный слон · d4 белая пешка · e4 чёрная пешка · f4 белый король · h4 белая пешка · c3 белый конь · e3 белая пешка · f3 белая пешка · g2 белая пешка | a7 чёрная пешка · g7 чёрная пешка · f6 чёрный король · a5 белая пешка · b5 чёрная пешка · d5 чёрная пешка · f5 чёрная пешка · h5 чёрная пешка · b4 белая пешка · c4 чёрный слон · d4 белая пешка · e4 чёрная пешка · f4 белый король · h4 белая пешка · c3 белый конь · e3 белая пешка · f3 белая пешка · g2 белая пешка | a7 чёрная пешка · g7 чёрная пешка · f6 чёрный король · a5 белая пешка · b5 чёрная пешка · d5 чёрная пешка · f5 чёрная пешка · h5 чёрная пешка · b4 белая пешка · c4 чёрный слон · d4 белая пешка · e4 чёрная пешка · f4 белый король · h4 белая пешка · c3 белый конь · e3 белая пешка · f3 белая пешка · g2 белая пешка | 8 |
| 7 | a7 чёрная пешка · g7 чёрная пешка · f6 чёрный король · a5 белая пешка · b5 чёрная пешка · d5 чёрная пешка · f5 чёрная пешка · h5 чёрная пешка · b4 белая пешка · c4 чёрный слон · d4 белая пешка · e4 чёрная пешка · f4 белый король · h4 белая пешка · c3 белый конь · e3 белая пешка · f3 белая пешка · g2 белая пешка | a7 чёрная пешка · g7 чёрная пешка · f6 чёрный король · a5 белая пешка · b5 чёрная пешка · d5 чёрная пешка · f5 чёрная пешка · h5 чёрная пешка · b4 белая пешка · c4 чёрный слон · d4 белая пешка · e4 чёрная пешка · f4 белый король · h4 белая пешка · c3 белый конь · e3 белая пешка · f3 белая пешка · g2 белая пешка | a7 чёрная пешка · g7 чёрная пешка · f6 чёрный король · a5 белая пешка · b5 чёрная пешка · d5 чёрная пешка · f5 чёрная пешка · h5 чёрная пешка · b4 белая пешка · c4 чёрный слон · d4 белая пешка · e4 чёрная пешка · f4 белый король · h4 белая пешка · c3 белый конь · e3 белая пешка · f3 белая пешка · g2 белая пешка | a7 чёрная пешка · g7 чёрная пешка · f6 чёрный король · a5 белая пешка · b5 чёрная пешка · d5 чёрная пешка · f5 чёрная пешка · h5 чёрная пешка · b4 белая пешка · c4 чёрный слон · d4 белая пешка · e4 чёрная пешка · f4 белый король · h4 белая пешка · c3 белый конь · e3 белая пешка · f3 белая пешка · g2 белая пешка | a7 чёрная пешка · g7 чёрная пешка · f6 чёрный король · a5 белая пешка · b5 чёрная пешка · d5 чёрная пешка · f5 чёрная пешка · h5 чёрная пешка · b4 белая пешка · c4 чёрный слон · d4 белая пешка · e4 чёрная пешка · f4 белый король · h4 белая пешка · c3 белый конь · e3 белая пешка · f3 белая пешка · g2 белая пешка | a7 чёрная пешка · g7 чёрная пешка · f6 чёрный король · a5 белая пешка · b5 чёрная пешка · d5 чёрная пешка · f5 чёрная пешка · h5 чёрная пешка · b4 белая пешка · c4 чёрный слон · d4 белая пешка · e4 чёрная пешка · f4 белый король · h4 белая пешка · c3 белый конь · e3 белая пешка · f3 белая пешка · g2 белая пешка | a7 чёрная пешка · g7 чёрная пешка · f6 чёрный король · a5 белая пешка · b5 чёрная пешка · d5 чёрная пешка · f5 чёрная пешка · h5 чёрная пешка · b4 белая пешка · c4 чёрный слон · d4 белая пешка · e4 чёрная пешка · f4 белый король · h4 белая пешка · c3 белый конь · e3 белая пешка · f3 белая пешка · g2 белая пешка | a7 чёрная пешка · g7 чёрная пешка · f6 чёрный король · a5 белая пешка · b5 чёрная пешка · d5 чёрная пешка · f5 чёрная пешка · h5 чёрная пешка · b4 белая пешка · c4 чёрный слон · d4 белая пешка · e4 чёрная пешка · f4 белый король · h4 белая пешка · c3 белый конь · e3 белая пешка · f3 белая пешка · g2 белая пешка | 7 |
| 6 | a7 чёрная пешка · g7 чёрная пешка · f6 чёрный король · a5 белая пешка · b5 чёрная пешка · d5 чёрная пешка · f5 чёрная пешка · h5 чёрная пешка · b4 белая пешка · c4 чёрный слон · d4 белая пешка · e4 чёрная пешка · f4 белый король · h4 белая пешка · c3 белый конь · e3 белая пешка · f3 белая пешка · g2 белая пешка | a7 чёрная пешка · g7 чёрная пешка · f6 чёрный король · a5 белая пешка · b5 чёрная пешка · d5 чёрная пешка · f5 чёрная пешка · h5 чёрная пешка · b4 белая пешка · c4 чёрный слон · d4 белая пешка · e4 чёрная пешка · f4 белый король · h4 белая пешка · c3 белый конь · e3 белая пешка · f3 белая пешка · g2 белая пешка | a7 чёрная пешка · g7 чёрная пешка · f6 чёрный король · a5 белая пешка · b5 чёрная пешка · d5 чёрная пешка · f5 чёрная пешка · h5 чёрная пешка · b4 белая пешка · c4 чёрный слон · d4 белая пешка · e4 чёрная пешка · f4 белый король · h4 белая пешка · c3 белый конь · e3 белая пешка · f3 белая пешка · g2 белая пешка | a7 чёрная пешка · g7 чёрная пешка · f6 чёрный король · a5 белая пешка · b5 чёрная пешка · d5 чёрная пешка · f5 чёрная пешка · h5 чёрная пешка · b4 белая пешка · c4 чёрный слон · d4 белая пешка · e4 чёрная пешка · f4 белый король · h4 белая пешка · c3 белый конь · e3 белая пешка · f3 белая пешка · g2 белая пешка | a7 чёрная пешка · g7 чёрная пешка · f6 чёрный король · a5 белая пешка · b5 чёрная пешка · d5 чёрная пешка · f5 чёрная пешка · h5 чёрная пешка · b4 белая пешка · c4 чёрный слон · d4 белая пешка · e4 чёрная пешка · f4 белый король · h4 белая пешка · c3 белый конь · e3 белая пешка · f3 белая пешка · g2 белая пешка | a7 чёрная пешка · g7 чёрная пешка · f6 чёрный король · a5 белая пешка · b5 чёрная пешка · d5 чёрная пешка · f5 чёрная пешка · h5 чёрная пешка · b4 белая пешка · c4 чёрный слон · d4 белая пешка · e4 чёрная пешка · f4 белый король · h4 белая пешка · c3 белый конь · e3 белая пешка · f3 белая пешка · g2 белая пешка | a7 чёрная пешка · g7 чёрная пешка · f6 чёрный король · a5 белая пешка · b5 чёрная пешка · d5 чёрная пешка · f5 чёрная пешка · h5 чёрная пешка · b4 белая пешка · c4 чёрный слон · d4 белая пешка · e4 чёрная пешка · f4 белый король · h4 белая пешка · c3 белый конь · e3 белая пешка · f3 белая пешка · g2 белая пешка | a7 чёрная пешка · g7 чёрная пешка · f6 чёрный король · a5 белая пешка · b5 чёрная пешка · d5 чёрная пешка · f5 чёрная пешка · h5 чёрная пешка · b4 белая пешка · c4 чёрный слон · d4 белая пешка · e4 чёрная пешка · f4 белый король · h4 белая пешка · c3 белый конь · e3 белая пешка · f3 белая пешка · g2 белая пешка | 6 |
| 5 | a7 чёрная пешка · g7 чёрная пешка · f6 чёрный король · a5 белая пешка · b5 чёрная пешка · d5 чёрная пешка · f5 чёрная пешка · h5 чёрная пешка · b4 белая пешка · c4 чёрный слон · d4 белая пешка · e4 чёрная пешка · f4 белый король · h4 белая пешка · c3 белый конь · e3 белая пешка · f3 белая пешка · g2 белая пешка | a7 чёрная пешка · g7 чёрная пешка · f6 чёрный король · a5 белая пешка · b5 чёрная пешка · d5 чёрная пешка · f5 чёрная пешка · h5 чёрная пешка · b4 белая пешка · c4 чёрный слон · d4 белая пешка · e4 чёрная пешка · f4 белый король · h4 белая пешка · c3 белый конь · e3 белая пешка · f3 белая пешка · g2 белая пешка | a7 чёрная пешка · g7 чёрная пешка · f6 чёрный король · a5 белая пешка · b5 чёрная пешка · d5 чёрная пешка · f5 чёрная пешка · h5 чёрная пешка · b4 белая пешка · c4 чёрный слон · d4 белая пешка · e4 чёрная пешка · f4 белый король · h4 белая пешка · c3 белый конь · e3 белая пешка · f3 белая пешка · g2 белая пешка | a7 чёрная пешка · g7 чёрная пешка · f6 чёрный король · a5 белая пешка · b5 чёрная пешка · d5 чёрная пешка · f5 чёрная пешка · h5 чёрная пешка · b4 белая пешка · c4 чёрный слон · d4 белая пешка · e4 чёрная пешка · f4 белый король · h4 белая пешка · c3 белый конь · e3 белая пешка · f3 белая пешка · g2 белая пешка | a7 чёрная пешка · g7 чёрная пешка · f6 чёрный король · a5 белая пешка · b5 чёрная пешка · d5 чёрная пешка · f5 чёрная пешка · h5 чёрная пешка · b4 белая пешка · c4 чёрный слон · d4 белая пешка · e4 чёрная пешка · f4 белый король · h4 белая пешка · c3 белый конь · e3 белая пешка · f3 белая пешка · g2 белая пешка | a7 чёрная пешка · g7 чёрная пешка · f6 чёрный король · a5 белая пешка · b5 чёрная пешка · d5 чёрная пешка · f5 чёрная пешка · h5 чёрная пешка · b4 белая пешка · c4 чёрный слон · d4 белая пешка · e4 чёрная пешка · f4 белый король · h4 белая пешка · c3 белый конь · e3 белая пешка · f3 белая пешка · g2 белая пешка | a7 чёрная пешка · g7 чёрная пешка · f6 чёрный король · a5 белая пешка · b5 чёрная пешка · d5 чёрная пешка · f5 чёрная пешка · h5 чёрная пешка · b4 белая пешка · c4 чёрный слон · d4 белая пешка · e4 чёрная пешка · f4 белый король · h4 белая пешка · c3 белый конь · e3 белая пешка · f3 белая пешка · g2 белая пешка | a7 чёрная пешка · g7 чёрная пешка · f6 чёрный король · a5 белая пешка · b5 чёрная пешка · d5 чёрная пешка · f5 чёрная пешка · h5 чёрная пешка · b4 белая пешка · c4 чёрный слон · d4 белая пешка · e4 чёрная пешка · f4 белый король · h4 белая пешка · c3 белый конь · e3 белая пешка · f3 белая пешка · g2 белая пешка | 5 |
| 4 | a7 чёрная пешка · g7 чёрная пешка · f6 чёрный король · a5 белая пешка · b5 чёрная пешка · d5 чёрная пешка · f5 чёрная пешка · h5 чёрная пешка · b4 белая пешка · c4 чёрный слон · d4 белая пешка · e4 чёрная пешка · f4 белый король · h4 белая пешка · c3 белый конь · e3 белая пешка · f3 белая пешка · g2 белая пешка | a7 чёрная пешка · g7 чёрная пешка · f6 чёрный король · a5 белая пешка · b5 чёрная пешка · d5 чёрная пешка · f5 чёрная пешка · h5 чёрная пешка · b4 белая пешка · c4 чёрный слон · d4 белая пешка · e4 чёрная пешка · f4 белый король · h4 белая пешка · c3 белый конь · e3 белая пешка · f3 белая пешка · g2 белая пешка | a7 чёрная пешка · g7 чёрная пешка · f6 чёрный король · a5 белая пешка · b5 чёрная пешка · d5 чёрная пешка · f5 чёрная пешка · h5 чёрная пешка · b4 белая пешка · c4 чёрный слон · d4 белая пешка · e4 чёрная пешка · f4 белый король · h4 белая пешка · c3 белый конь · e3 белая пешка · f3 белая пешка · g2 белая пешка | a7 чёрная пешка · g7 чёрная пешка · f6 чёрный король · a5 белая пешка · b5 чёрная пешка · d5 чёрная пешка · f5 чёрная пешка · h5 чёрная пешка · b4 белая пешка · c4 чёрный слон · d4 белая пешка · e4 чёрная пешка · f4 белый король · h4 белая пешка · c3 белый конь · e3 белая пешка · f3 белая пешка · g2 белая пешка | a7 чёрная пешка · g7 чёрная пешка · f6 чёрный король · a5 белая пешка · b5 чёрная пешка · d5 чёрная пешка · f5 чёрная пешка · h5 чёрная пешка · b4 белая пешка · c4 чёрный слон · d4 белая пешка · e4 чёрная пешка · f4 белый король · h4 белая пешка · c3 белый конь · e3 белая пешка · f3 белая пешка · g2 белая пешка | a7 чёрная пешка · g7 чёрная пешка · f6 чёрный король · a5 белая пешка · b5 чёрная пешка · d5 чёрная пешка · f5 чёрная пешка · h5 чёрная пешка · b4 белая пешка · c4 чёрный слон · d4 белая пешка · e4 чёрная пешка · f4 белый король · h4 белая пешка · c3 белый конь · e3 белая пешка · f3 белая пешка · g2 белая пешка | a7 чёрная пешка · g7 чёрная пешка · f6 чёрный король · a5 белая пешка · b5 чёрная пешка · d5 чёрная пешка · f5 чёрная пешка · h5 чёрная пешка · b4 белая пешка · c4 чёрный слон · d4 белая пешка · e4 чёрная пешка · f4 белый король · h4 белая пешка · c3 белый конь · e3 белая пешка · f3 белая пешка · g2 белая пешка | a7 чёрная пешка · g7 чёрная пешка · f6 чёрный король · a5 белая пешка · b5 чёрная пешка · d5 чёрная пешка · f5 чёрная пешка · h5 чёрная пешка · b4 белая пешка · c4 чёрный слон · d4 белая пешка · e4 чёрная пешка · f4 белый король · h4 белая пешка · c3 белый конь · e3 белая пешка · f3 белая пешка · g2 белая пешка | 4 |
| 3 | a7 чёрная пешка · g7 чёрная пешка · f6 чёрный король · a5 белая пешка · b5 чёрная пешка · d5 чёрная пешка · f5 чёрная пешка · h5 чёрная пешка · b4 белая пешка · c4 чёрный слон · d4 белая пешка · e4 чёрная пешка · f4 белый король · h4 белая пешка · c3 белый конь · e3 белая пешка · f3 белая пешка · g2 белая пешка | a7 чёрная пешка · g7 чёрная пешка · f6 чёрный король · a5 белая пешка · b5 чёрная пешка · d5 чёрная пешка · f5 чёрная пешка · h5 чёрная пешка · b4 белая пешка · c4 чёрный слон · d4 белая пешка · e4 чёрная пешка · f4 белый король · h4 белая пешка · c3 белый конь · e3 белая пешка · f3 белая пешка · g2 белая пешка | a7 чёрная пешка · g7 чёрная пешка · f6 чёрный король · a5 белая пешка · b5 чёрная пешка · d5 чёрная пешка · f5 чёрная пешка · h5 чёрная пешка · b4 белая пешка · c4 чёрный слон · d4 белая пешка · e4 чёрная пешка · f4 белый король · h4 белая пешка · c3 белый конь · e3 белая пешка · f3 белая пешка · g2 белая пешка | a7 чёрная пешка · g7 чёрная пешка · f6 чёрный король · a5 белая пешка · b5 чёрная пешка · d5 чёрная пешка · f5 чёрная пешка · h5 чёрная пешка · b4 белая пешка · c4 чёрный слон · d4 белая пешка · e4 чёрная пешка · f4 белый король · h4 белая пешка · c3 белый конь · e3 белая пешка · f3 белая пешка · g2 белая пешка | a7 чёрная пешка · g7 чёрная пешка · f6 чёрный король · a5 белая пешка · b5 чёрная пешка · d5 чёрная пешка · f5 чёрная пешка · h5 чёрная пешка · b4 белая пешка · c4 чёрный слон · d4 белая пешка · e4 чёрная пешка · f4 белый король · h4 белая пешка · c3 белый конь · e3 белая пешка · f3 белая пешка · g2 белая пешка | a7 чёрная пешка · g7 чёрная пешка · f6 чёрный король · a5 белая пешка · b5 чёрная пешка · d5 чёрная пешка · f5 чёрная пешка · h5 чёрная пешка · b4 белая пешка · c4 чёрный слон · d4 белая пешка · e4 чёрная пешка · f4 белый король · h4 белая пешка · c3 белый конь · e3 белая пешка · f3 белая пешка · g2 белая пешка | a7 чёрная пешка · g7 чёрная пешка · f6 чёрный король · a5 белая пешка · b5 чёрная пешка · d5 чёрная пешка · f5 чёрная пешка · h5 чёрная пешка · b4 белая пешка · c4 чёрный слон · d4 белая пешка · e4 чёрная пешка · f4 белый король · h4 белая пешка · c3 белый конь · e3 белая пешка · f3 белая пешка · g2 белая пешка | a7 чёрная пешка · g7 чёрная пешка · f6 чёрный король · a5 белая пешка · b5 чёрная пешка · d5 чёрная пешка · f5 чёрная пешка · h5 чёрная пешка · b4 белая пешка · c4 чёрный слон · d4 белая пешка · e4 чёрная пешка · f4 белый король · h4 белая пешка · c3 белый конь · e3 белая пешка · f3 белая пешка · g2 белая пешка | 3 |
| 2 | a7 чёрная пешка · g7 чёрная пешка · f6 чёрный король · a5 белая пешка · b5 чёрная пешка · d5 чёрная пешка · f5 чёрная пешка · h5 чёрная пешка · b4 белая пешка · c4 чёрный слон · d4 белая пешка · e4 чёрная пешка · f4 белый король · h4 белая пешка · c3 белый конь · e3 белая пешка · f3 белая пешка · g2 белая пешка | a7 чёрная пешка · g7 чёрная пешка · f6 чёрный король · a5 белая пешка · b5 чёрная пешка · d5 чёрная пешка · f5 чёрная пешка · h5 чёрная пешка · b4 белая пешка · c4 чёрный слон · d4 белая пешка · e4 чёрная пешка · f4 белый король · h4 белая пешка · c3 белый конь · e3 белая пешка · f3 белая пешка · g2 белая пешка | a7 чёрная пешка · g7 чёрная пешка · f6 чёрный король · a5 белая пешка · b5 чёрная пешка · d5 чёрная пешка · f5 чёрная пешка · h5 чёрная пешка · b4 белая пешка · c4 чёрный слон · d4 белая пешка · e4 чёрная пешка · f4 белый король · h4 белая пешка · c3 белый конь · e3 белая пешка · f3 белая пешка · g2 белая пешка | a7 чёрная пешка · g7 чёрная пешка · f6 чёрный король · a5 белая пешка · b5 чёрная пешка · d5 чёрная пешка · f5 чёрная пешка · h5 чёрная пешка · b4 белая пешка · c4 чёрный слон · d4 белая пешка · e4 чёрная пешка · f4 белый король · h4 белая пешка · c3 белый конь · e3 белая пешка · f3 белая пешка · g2 белая пешка | a7 чёрная пешка · g7 чёрная пешка · f6 чёрный король · a5 белая пешка · b5 чёрная пешка · d5 чёрная пешка · f5 чёрная пешка · h5 чёрная пешка · b4 белая пешка · c4 чёрный слон · d4 белая пешка · e4 чёрная пешка · f4 белый король · h4 белая пешка · c3 белый конь · e3 белая пешка · f3 белая пешка · g2 белая пешка | a7 чёрная пешка · g7 чёрная пешка · f6 чёрный король · a5 белая пешка · b5 чёрная пешка · d5 чёрная пешка · f5 чёрная пешка · h5 чёрная пешка · b4 белая пешка · c4 чёрный слон · d4 белая пешка · e4 чёрная пешка · f4 белый король · h4 белая пешка · c3 белый конь · e3 белая пешка · f3 белая пешка · g2 белая пешка | a7 чёрная пешка · g7 чёрная пешка · f6 чёрный король · a5 белая пешка · b5 чёрная пешка · d5 чёрная пешка · f5 чёрная пешка · h5 чёрная пешка · b4 белая пешка · c4 чёрный слон · d4 белая пешка · e4 чёрная пешка · f4 белый король · h4 белая пешка · c3 белый конь · e3 белая пешка · f3 белая пешка · g2 белая пешка | a7 чёрная пешка · g7 чёрная пешка · f6 чёрный король · a5 белая пешка · b5 чёрная пешка · d5 чёрная пешка · f5 чёрная пешка · h5 чёрная пешка · b4 белая пешка · c4 чёрный слон · d4 белая пешка · e4 чёрная пешка · f4 белый король · h4 белая пешка · c3 белый конь · e3 белая пешка · f3 белая пешка · g2 белая пешка | 2 |
| 1 | a7 чёрная пешка · g7 чёрная пешка · f6 чёрный король · a5 белая пешка · b5 чёрная пешка · d5 чёрная пешка · f5 чёрная пешка · h5 чёрная пешка · b4 белая пешка · c4 чёрный слон · d4 белая пешка · e4 чёрная пешка · f4 белый король · h4 белая пешка · c3 белый конь · e3 белая пешка · f3 белая пешка · g2 белая пешка | a7 чёрная пешка · g7 чёрная пешка · f6 чёрный король · a5 белая пешка · b5 чёрная пешка · d5 чёрная пешка · f5 чёрная пешка · h5 чёрная пешка · b4 белая пешка · c4 чёрный слон · d4 белая пешка · e4 чёрная пешка · f4 белый король · h4 белая пешка · c3 белый конь · e3 белая пешка · f3 белая пешка · g2 белая пешка | a7 чёрная пешка · g7 чёрная пешка · f6 чёрный король · a5 белая пешка · b5 чёрная пешка · d5 чёрная пешка · f5 чёрная пешка · h5 чёрная пешка · b4 белая пешка · c4 чёрный слон · d4 белая пешка · e4 чёрная пешка · f4 белый король · h4 белая пешка · c3 белый конь · e3 белая пешка · f3 белая пешка · g2 белая пешка | a7 чёрная пешка · g7 чёрная пешка · f6 чёрный король · a5 белая пешка · b5 чёрная пешка · d5 чёрная пешка · f5 чёрная пешка · h5 чёрная пешка · b4 белая пешка · c4 чёрный слон · d4 белая пешка · e4 чёрная пешка · f4 белый король · h4 белая пешка · c3 белый конь · e3 белая пешка · f3 белая пешка · g2 белая пешка | a7 чёрная пешка · g7 чёрная пешка · f6 чёрный король · a5 белая пешка · b5 чёрная пешка · d5 чёрная пешка · f5 чёрная пешка · h5 чёрная пешка · b4 белая пешка · c4 чёрный слон · d4 белая пешка · e4 чёрная пешка · f4 белый король · h4 белая пешка · c3 белый конь · e3 белая пешка · f3 белая пешка · g2 белая пешка | a7 чёрная пешка · g7 чёрная пешка · f6 чёрный король · a5 белая пешка · b5 чёрная пешка · d5 чёрная пешка · f5 чёрная пешка · h5 чёрная пешка · b4 белая пешка · c4 чёрный слон · d4 белая пешка · e4 чёрная пешка · f4 белый король · h4 белая пешка · c3 белый конь · e3 белая пешка · f3 белая пешка · g2 белая пешка | a7 чёрная пешка · g7 чёрная пешка · f6 чёрный король · a5 белая пешка · b5 чёрная пешка · d5 чёрная пешка · f5 чёрная пешка · h5 чёрная пешка · b4 белая пешка · c4 чёрный слон · d4 белая пешка · e4 чёрная пешка · f4 белый король · h4 белая пешка · c3 белый конь · e3 белая пешка · f3 белая пешка · g2 белая пешка | a7 чёрная пешка · g7 чёрная пешка · f6 чёрный король · a5 белая пешка · b5 чёрная пешка · d5 чёрная пешка · f5 чёрная пешка · h5 чёрная пешка · b4 белая пешка · c4 чёрный слон · d4 белая пешка · e4 чёрная пешка · f4 белый король · h4 белая пешка · c3 белый конь · e3 белая пешка · f3 белая пешка · g2 белая пешка | 1 |
|   | a | b | c | d | e | f | g | h |   |

1.а6 g6 2.fe fe 3.g3 Кре6 4.Kpg5 Kpf7 5.Kd1 Cf1 6.Kf2 Kpg7 7.g4 hg 8.К:g4 Ch3 9.Kf6 Се6 10.Ke8+ 1 : 0
Лишняя пешка в этих окончаниях обычно достаточна для выигрыша, причём со слоном, особенно при игре на 2 флангах, этот перевес легче реализовать, чем с конём. Перевес реализуется путём образования проходной пешки и движения её в ферзи. Такая пешка часто используется для отвлечения короля соперника, что делает возможным дальнейшие материальные приобретения. 